# Canon EF 28-300mm
Il Canon EF 28-300mm f/3.5-5.6L IS USM è un obiettivo superzoom costruito dalla Canon. Questo obiettivo ha un attacco EF, compatibile con le fotocamere Canon EOS.
Quando è utilizzato su una DSLR con sensore APS-H ha un angolo di campo equivalente a quello di un obiettivo 36-390mm su formato pieno, mentre quando è utilizzato su sensore APS-C l'angolo di campo è equivalente a quello di un obiettivo 45-480mm.
Questo obiettivo ha un meccanismo a pompa per lo zoom, e può essere usato per molti tipi di fotografia, grazie alla sua ampia escursione focale. È molto usato per la fotografia giornalistica e per la fotografia di viaggio.

## Galleria d'immagini

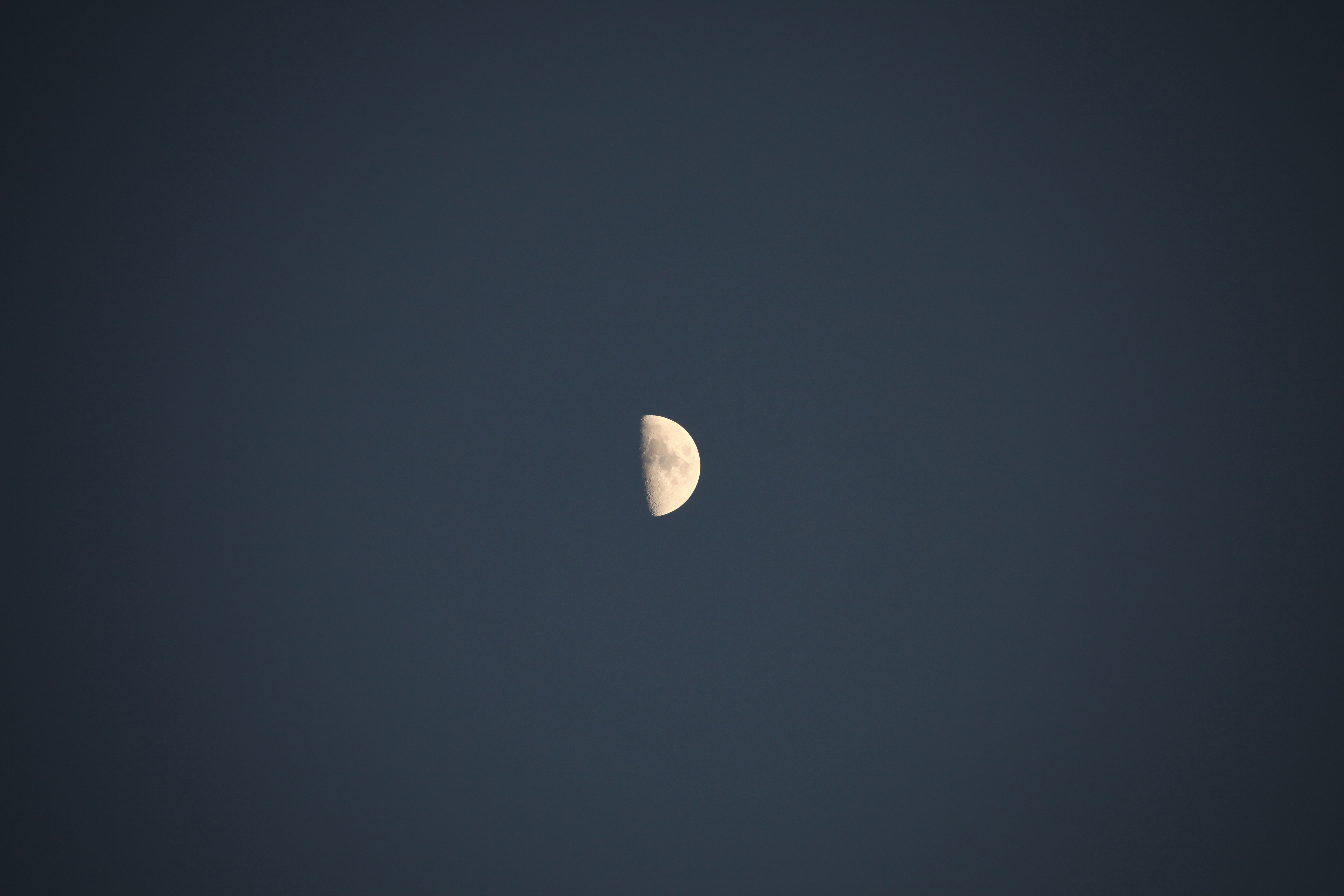
La luna fotografata con questo obiettivo.